# 本城達也
本城 達也（ほんじょう たつや、1979年 - ）は、日本の人物。超常現象の懐疑的調査のための組織・ASIOSの発起人および代表者。
幼少時よりオカルトに興味を抱いていたが、20歳以降からそれらをより詳細に調べ始め、懐疑的な立場を取り始める。やがて、超常現象の真相を懐疑的な立場で調べることをライフワークとし、その懐疑的調査に精力的に活動し続けている。
2005年より、様々な分野の超常現象を個別に取り上げつつ謎解きを行うウェブサイト「超常現象の謎解き」を運営。あくまで超常現象やオカルトを愛しつつも、頭ごなしにそれらを否定するのではなく、客観的な証拠をもとにそれらを検証するという立場を貫いており、2007年6月には100万アクセスを突破する人気サイトとなった。同2007年にASIOSを立ち上げ、発起人として代表を務めている。